# Mycalesis nautilus
Mycalesis nautilus är en fjärilsart som beskrevs av Butler 1867. Mycalesis nautilus ingår i släktet Mycalesis och familjen praktfjärilar. Inga underarter finns listade i Catalogue of Life.